# 日出谷站
日出谷站（日语：／ Hideya eki */?）是位於新潟縣東蒲原郡阿賀町日出谷乙3401番地，東日本旅客鐵道（JR東日本）的磐越西線車站。

## 歷史
磐越西線是連接郡山和新津的鐵路線。當初私鐵岩越鐵道取得許可，於郡山一方開始建設鐵路線。但是在1904年（明治37年），岩越鐵道延伸至喜多方站後，於1906年（明治39年）為了迎接鐵道國有法成立，其餘的區間由國有鐵道繼承建設。在國有化後，以岩越線的名稱繼續從新潟縣一方和福島縣一方，兩方面繼續進行建設工程。在1914年（大正3年）11月1日，最後的區間野澤至津川之間開通，全線開通。此站鹿瀨站也是最後開通區間之中新設的車站。
在會津若松至新津之間，沿線上沒有廣寬的平地。此站位於縣界的中間地點中，選擇在日出谷成為鐵路據點，在上述提及沒有太多平地的地勢下，日出谷這個位置中設有平地。該處將會設有機車停泊處、轉車盤、供水設施和乘務員宿舍等設備。另外也成為了新潟縣內本地列車折返處。鹿瀨和津川在鐵路開通前已經開發至一定程度的町，而日出谷當時仍然是小村落，在鐵路啟用後便開始開發（鐵路鎮）。
在鐵路線開通當日，當於當地居民來說是一件大型活動。在開通當日舉行了彩旗遊行，日落後舉行了彩燈遊行，整日設有很多活動。在鐵路啟用前，從日出谷前往津川購物需要步行3里（約12公里），當時需要1日時間來回，現時只需要半日時間便可。由於此站是鐵路線的據點，因此站前設有站前旅館，鐵路線開通當初設有售賣車站便當「雞飯」。而由於蒸氣機車需要在此站加水，因此於日出谷的停車時間較長，在這段時間可購買車站便當。
車站位於豪雪地帶，因此有很多雪災。在1917年（大正6年）1月22日，一架前往新潟的列車在德澤至豐實之間發生了雪崩，列車被困於雪山中，在日出谷派出了2架機車和1架客車，共有20名人員前往救援。但是救援列車前往進行拯救行動時，於日出谷至豐美之間發生另一次雪崩，使救援列車被困於雪山中，機車更發生出軌，當時救護列車中沒有人死傷。在救援人員進行復修作業時，中途再次發生雪崩，使所有人員被雪活埋。在翌日正午前才被救出，最後9名人員死亡。
在進入昭和時代，由於開始建望豐美發電站工程。車站設有專用線前往工地，以運送各種建材。在工程完結後便棄置專用線。
在1960年代，磐越西線的準急和急行班次使用柴油列車運行。雖然日出谷是鐵路線的據點，卻不是優等列車的停車站，這是由於鹿瀨和津川較多人員使用。在1986年11月1日日本國鐵時間表修正前，此站設有列車以日出谷到發，夜間站內設有機車等待。但是在1993年（平成5年）起，此站結束簡易委託，成為無人車站。在無人化後，車站內仍然設有車站便當出售。在2010年（平成22年），售賣車站便當的商店結業。

### 年表
- 1914年（大正3年）11月1日[1]：鐵道院岩越線 野澤站至津川站之間開通，此站啟用。
- 1986年（昭和61年）11月1日：成為簡易委託車站。
- 1987年（昭和62年）
  - 2月16日：與農協共建的車站大樓開始使用[6]。
  - 4月1日：伴隨國鐵分割民營化，車站由東日本旅客鐵道（JR東日本）營運[7]。
- 1993年（平成5年）：成為無人車站。

## 車站構造
此站是地面車站，設有1面1線的單式月台。從前此站設有島式月台，當時可進行列車交會，現時1方的月台已經撒走。
曾經站內設有側線和轉車盤、水塔等設備。當時為蒸氣機車 (SL) 的中繼基地，設有販賣車站便當服務。在SL退役後車廠還在使用，當時前往會津若松、新潟方向的首班列車在此站出發。在1980年代後，由於周邊人口減少、設備、車輛合理化等因素，車站規模大幅縮小。現時是由新津站管理的無人車站。但是，在臨時快速「SL磐越物語」開始運行時候，已經成為停車站。在這個時候再次開設車站便當販賣，使週末變得繁忙。
從前車站大樓內設有JA東蒲阿賀野日出谷分所。當時為簡易委託車站，委托該分所售賣車票。後來結束簡易委託，JA支所被合併，日出谷分所關閉，車站大樓也撤走。現時車站大樓內只有候車室。現時的車站大樓在2010年（平成22年）10月4日建成，位於豐實月台上設有簡易車站大樓。

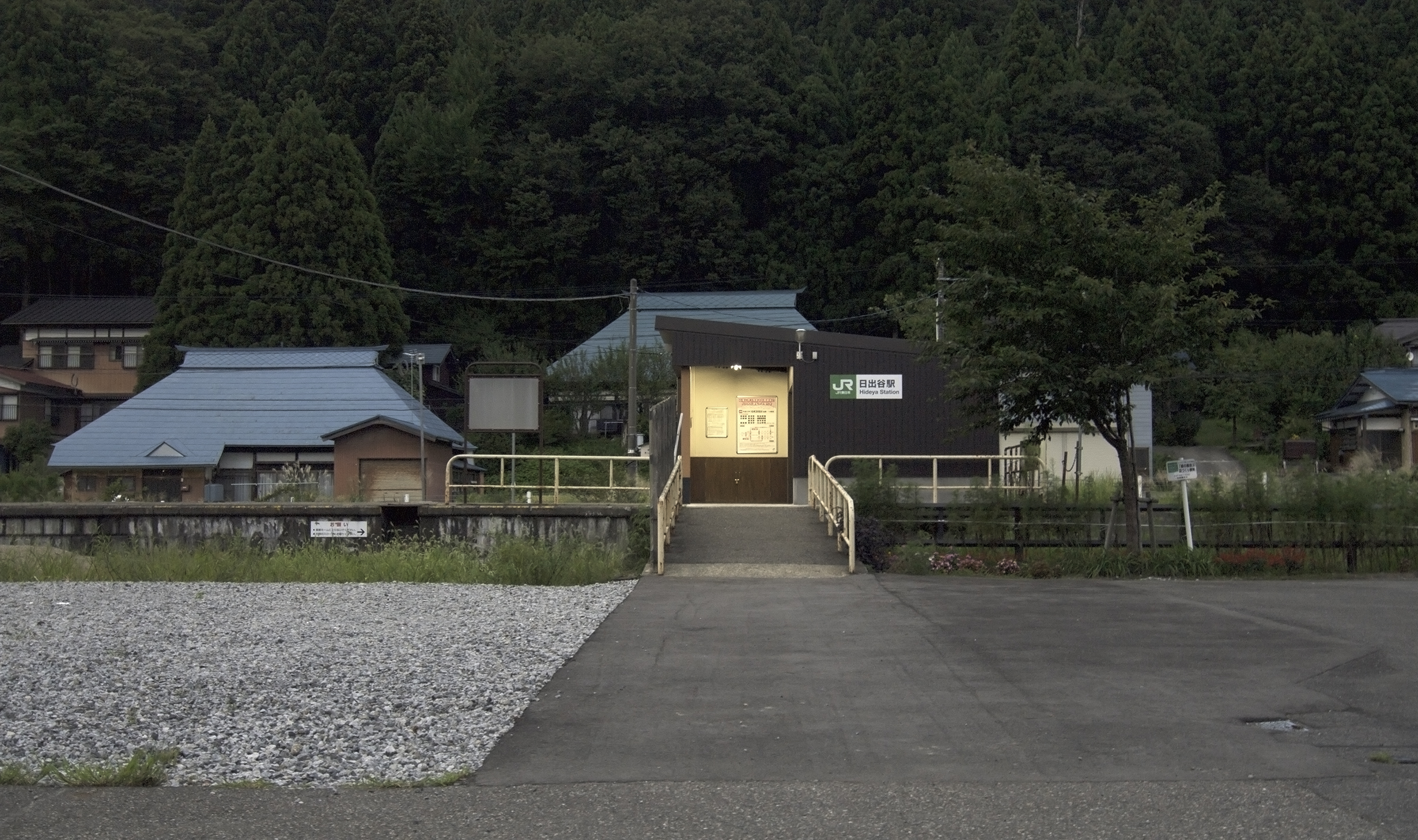
新車站大樓
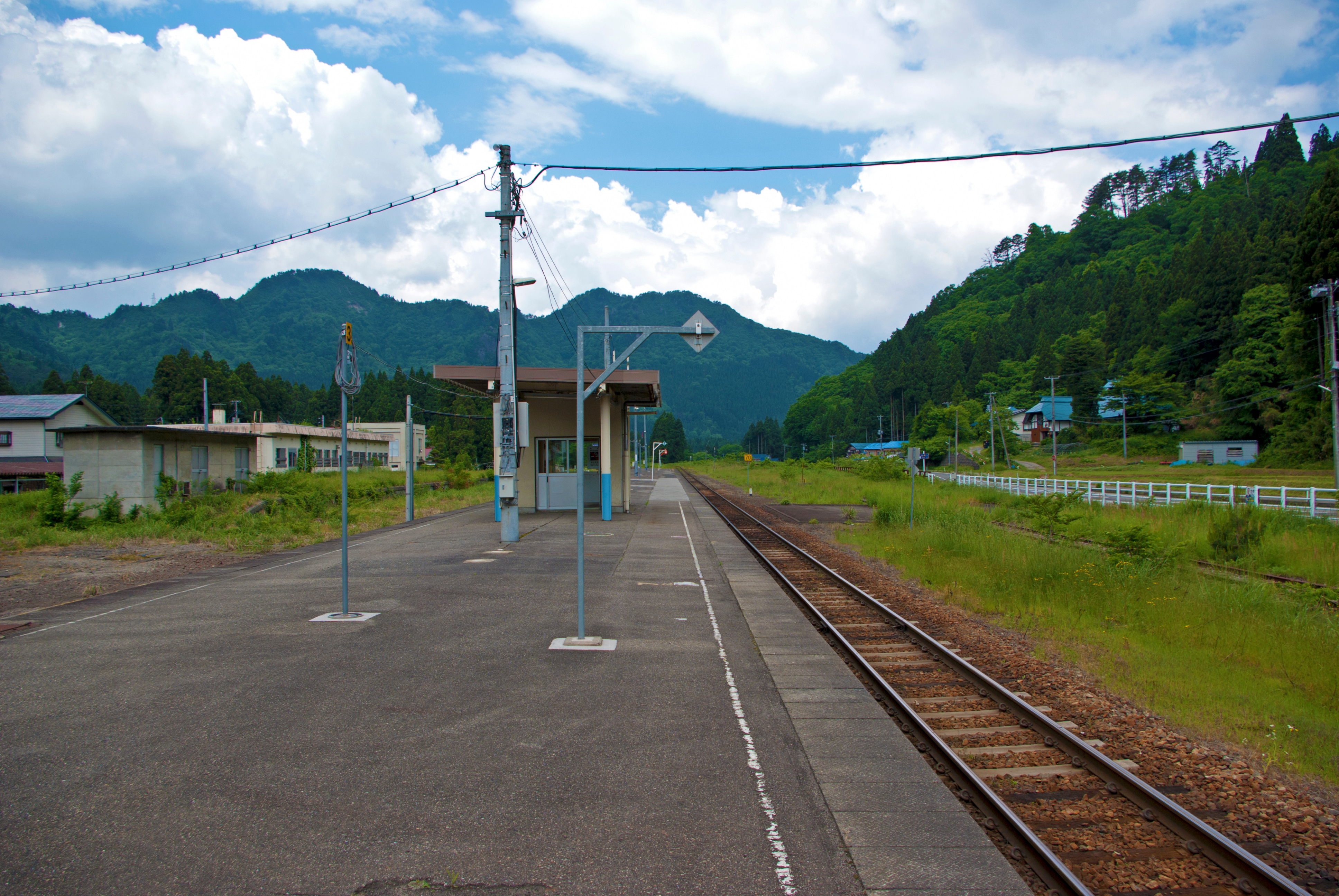
月台
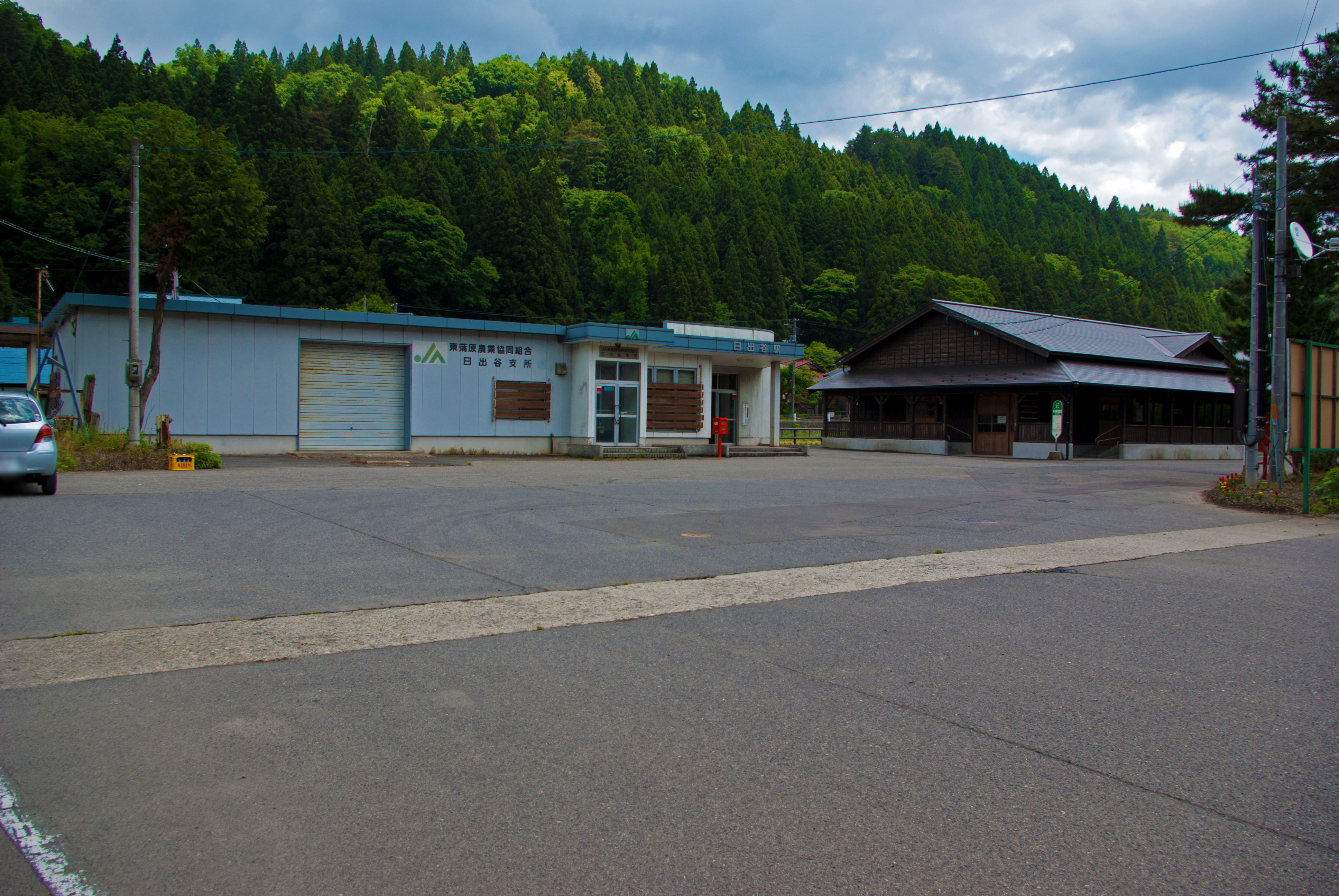
舊車站大樓

## 車站便當
在上述提及由於是鐵路運行據點。在站前設有「朝陽館」製作的車站便當「雞飯」，於列車停靠時候，月台上設有職員販賣便當。
在1990年代後期，由於再不會使用可開啟車窗的車輛，因此職員在月台販賣便當的銷量減少，後來更停止販賣。變為由乘客直接前往朝陽館購買便當。隨著「SL磐越物語」開始運行，在運輸日時候，月台上再次設有職員販賣便當。但是不會透過車窗售賣便當，變為在月台候車室上售賣便當。由於只有朝陽館店主一人製作便當，因此販賣數量極少。由於人氣度高，因此便當經常售罄。
但是在2010年（平成22年），由於店主高齡化和身體不佳的理由，不再製作和販賣「雞飯」。自從日出谷再沒有車站便當。而店主在2014年6月16日逝世。

## 車站周邊
站前設有竹村商店，該處可購買食品。曾經此站設有馬車軌道。
- 日出谷郵局
- 津川警署（日语：津川警察署）日出谷駐在所
- 阿賀町立日出谷小學
- 阿賀町立日出谷分遣所
- 奧阿賀遊船 乘船處…步行10分鐘
- 國道459號（日语：国道459号）

## 巴士路線

阿賀町內巴士路線圖。時間表可參見「新潟交通觀光巴士：津川區域 」。

最近的巴士站是在站前的「日出谷站前」巴士站。截至2019年4月1日，新潟交通觀光巴士設有以下路線。
- 津川站 - 鹿瀨 - 日出谷站線
只於平日服務。乘坐此線可前往溫泉、角神旅行村、奧阿賀遊覧船。

## 相鄰車站
東日本旅客鐵道（JR東日本）
■磐越西線
- 臨時快速「SL磐越物語」停車站

□快速「阿賀野」
通過
■普通
豐實－日出谷－鹿瀨

## 注腳
1. 1 2 3 4  . 東日本旅客鉄道.   [2014-10-25]. （原始内容存档于2016-03-04） （日语）.
2. 1 2 3 4 5 6 7 8  . 週刊JR全駅・全車両基地 (朝日新聞出版). 2013-08-04, (50): 25 （日语）.
3. ↑  『津川町史』pp.144 - 145
4. 1 2 3 4  「日出谷・鹿瀬・津川の3駅史」p.82
5. 1 2 3 4 5  『越後の停車場』p.249
6. ↑  『期待のせ「農協駅」発車 磐越西線日出谷駅』昭和62年2月17日新潟日報下越版
7. ↑  『交通年鑑 昭和63年版』 交通協力會，1988年3月。
8. ↑  編集長敬白アーカイブ：徳沢・日出谷…有名撮影地の知られざる軌道。（下） （页面存档备份，存于）（日語） - 鐵道霍維達斯.2007年11月18日.2019年4月16日參閲。
9. ↑  . 新潟交通観光バス.   [2019-04-16]. （原始内容存档于2015-10-07） （日语）.

## 外部連結
- 車站資訊（日出谷）：東日本旅客鐵道（日語）
- 1976年（昭和51年）的日出谷站周邊 （页面存档备份，存于） - 地理院地圖（國土地理院）

可看見日出谷站內的貨場和西邊的轉車盤。